# Брегано
Брегано (итал. Bregano) — коммуна в Италии, располагается в провинции Варесе области Ломбардия.
Население составляет 726 человек (2008 г.), плотность населения составляет 363 чел./км². Занимает площадь 2 км². Почтовый индекс — 21020. Телефонный код — 0332.
В коммуне 15 августа особо празднуется Успение Пресвятой Богородицы.

## Демография
Динамика населения:

## Администрация коммуны
- Официальный сайт: